# Arroyo de Tejada
Tejada es un curso de agua que cruza la Comunidad de Madrid, en España.

## Curso

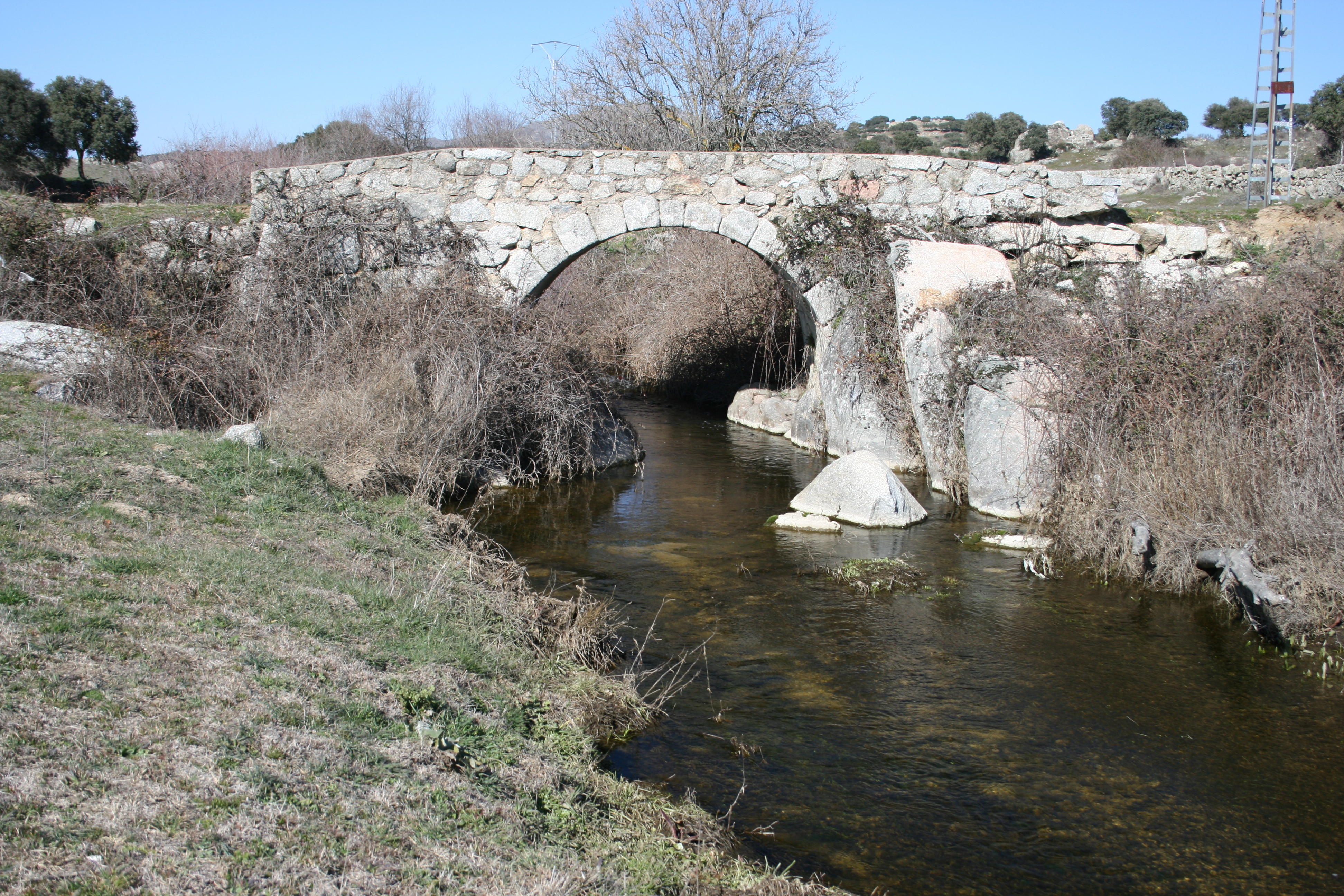
Puente de piedra sobre el arroyo.

Nace en las laderas del Cerro de San Pedro, Colmenar Viejo, atraviesa las localidades de Tres Cantos y Colmenar Viejo y desemboca en el embalse de El Pardo.
Pertenece a la cuenca del Manzanares, siendo su afluente por la izquierda, que a su vez pertenece a la cuenca del Tajo.